# Championnats d'Europe juniors d'athlétisme 1999
Navigation
1997 2001
Les 15es championnats d'Europe juniors d'athlétisme se sont déroulés à Riga (Lettonie) du 5 au 8 août 1999, au stade Daugava.

## Résultats

### Garçons
| Épreuves                           | Or                                                                               | Argent                                                                                   | Bronze                                                                        |
| ---------------------------------- | -------------------------------------------------------------------------------- | ---------------------------------------------------------------------------------------- | ----------------------------------------------------------------------------- |
| 100 m (Vent : +3,3 m/s)            | Fabrice Calligny 10 s 19 (w)                                                     | Mark Lewis-Francis 10 s 37 (w)                                                           | Kostyantyn Vasyukov 10 s 41 (w)                                               |
| 200 m (Vent : +3,6 m/s)            | Alessandro Cavallaro 20 s 46 (w)                                                 | Tim Benjamin 20 s 60 (w)                                                                 | Chris Lambert 20 s 67 (w)                                                     |
| 400 m                              | Ruwen Faller 46 s 38                                                             | Filip Walotka 46 s 42                                                                    | Yeóryios Doúpis 47 s 03                                                       |
| 800 m                              | Yuriy Borzakovskiy 1 min 50 s 38                                                 | Nick Andrews 1 min 50 s 92                                                               | Bram Som 1 min 50 s 96                                                        |
| 1 500 m                            | Franek Haschke 3 min 44 s 17                                                     | Bert Leenaerts 3 min 44 s 47                                                             | Stefan Beumer 3 min 45 s 13                                                   |
| 5 000 m                            | Wolfram Müller 14 min 5 s 98                                                     | Radu Stroia 14 min 11 s 05                                                               | Mattia Maccagnan 14 min 12 s 51                                               |
| 10 000 m                           | Hans Janssens 29 min 49 s 59                                                     | Radu Stroia 29 min 55 s 18                                                               | Olivér Bodor 30 min 0 s 91                                                    |
| 3 000 mètres steeple               | Jakub Czaja 8 min 41 s 91                                                        | Vadim Slobodenyuk 8 min 44 s 48                                                          | Kevin Paulsen 8 min 45 s 69                                                   |
| 110 mètres haies (Vent : +3,0 m/s) | Felipe Vivancos Chris Baillie 13 s 92 (w)                                        | Non décernée                                                                             | Thomas Blaschek 13 s 93 (w)                                                   |
| 400 mètres haies                   | Dmitriy Zhukov 51 s 46                                                           | Richard McDonald 51 s 62                                                                 | Luca Bortolaso 51 s 80                                                        |
| 10 000 m marche                    | Māris Putenis 40 min 27 s 37                                                     | Vladimir Potemin 40 min 28 s 46                                                          | José Domínguez 40 min 34 s 82                                                 |
| 4 × 100 m                          | France Damien Degroote Fabrice Calligny Julien Arame Leslie Djhone 39 s 49       | Pologne Mariusz Latkowski Łukasz Chyła Marcin Jędrusiński Przemysław Rogowski 39 s 67    | Italie Simone Marè Pantaleo Spina Marco Cuneo Alessandro Cavallaro 39 s 78    |
| 4 × 400 m                          | Allemagne Stefan Giessler Benjamin Mielke Ralf Riester Ruwen Faller 3 min 7 s 42 | Pologne Tomasz Smolarczyk Bartosz Ozdarski Rafał Wieruszewski Filip Walotka 3 min 8 s 15 | Royaume-Uni Ian Lowthian Chris Bennett Adam Buckley Kris Stewart 3 min 8 s 97 |
| Saut en hauteur                    | Christian Olsson 2,21 m                                                          | Grégory Gabella 2,19 m                                                                   | Yaroslav Rybakov 2,16 m                                                       |
| Saut à la perche                   | Sébastien Homo 5,35 m                                                            | Fabrice Fortin 5,35 m                                                                    | Thilo Kraus 5,20 m                                                            |
| Saut en longueur                   | Leslie Djhone 7,88 m                                                             | Krasimir Argirov 7,74 m                                                                  | Tomasz Mateusiak 7,60 m                                                       |
| Triple saut                        | Tosin Oke 16,57 m                                                                | Christian Olsson 16,18 m                                                                 | Marian Oprea 15,98 m                                                          |
| Lancer du poids                    | Rutger Smith 18,27 m                                                             | Tomasz Chrzanowski 18,19 m                                                               | Teijo Kööpikkä 18,01 m                                                        |
| Lancer du disque                   | Rutger Smith 52,89 m                                                             | Pavel Lyzhyn 52,15 m                                                                     | Heinrich Seitz 50,76 m                                                        |
| Lancer du marteau                  | Olli-Pekka Karjalainen 75,80 m                                                   | Wojciech Kondratowicz 74,12 m                                                            | Markus Esser 66,68 m                                                          |
| Lancer du javelot                  | Tomas Intas 77,88 m (NJR)                                                        | David Parker 77,26 m                                                                     | Tim Werner 76,31 m                                                            |
| Décathlon                          | Aki Heikkinen 7 881 pts (NJR)                                                    | Jaakko Ojaniemi 7 763 pts                                                                | Roland Schwarzl 7 447 pts                                                     |

### Filles
| Épreuves                           | Or                                                                                       | Argent                                                                              | Bronze                                                                                  |
| ---------------------------------- | ---------------------------------------------------------------------------------------- | ----------------------------------------------------------------------------------- | --------------------------------------------------------------------------------------- |
| 100 m (Vent : -1,5 m/s)            | Sina Schielke 11 s 39                                                                    | Johanna Manninen 11 s 47                                                            | Adrianna Lamalle 11 s 51                                                                |
| 200 m (Vent : +1,9 m/s)            | Sina Schielke 23 s 08                                                                    | Johanna Manninen 23 s 26                                                            | Ciara Sheehy 23 s 49                                                                    |
| 400 m                              | Olesya Zykina 52 s 00                                                                    | Natalya Lavshuk 53 s 44                                                             | Justyna Karolkiewicz 53 s 78                                                            |
| 800 m                              | Irina Latva 2 min 03 s 45 (NJR)                                                          | Yuliya Gurtovenko 2 min 03 s 81                                                     | Sibel Özyurt 2 min 03 s 82                                                              |
| 1 500 m                            | Sibel Özyurt 4 min 15 s 62                                                               | Natalya Sydorenko 4 min 15 s 91                                                     | Yekaterina Noskova 4 min 16 s 56                                                        |
| 3 000 m                            | Olga Rosseyeva 9 min 07 s 79                                                             | Tezeta Sürekli 9 min 08 s 09                                                        | Sonja Stolic 9 min 10 s 01                                                              |
| 5 000 m                            | Tezeta Sürekli 16 min 01 s 32                                                            | Elvan Can 16 min 06 s 40                                                            | Melena Tolstygina 16 min 17 s 04                                                        |
| 100 mètres haies (Vent : -0,3 m/s) | Reina-Flor Okori 13 s 16                                                                 | Fanny Gerance 13 s 27                                                               | Manuela Bosco 13 s 34 (NYR)                                                             |
| 400 mètres haies                   | Alena Rücklová 58 s 55                                                                   | Benedetta Ceccarelli 59 s 10                                                        | Nicola Sanders 59 s 21                                                                  |
| 5 000 m marche                     | Larisa Safronova 21 min 40 s 77                                                          | Daniela Cîrlan 21 min 46 s 15                                                       | Ryta Turava 21 min 48 s 11                                                              |
| 4 × 100 m                          | Allemagne Mirjam Wallner Sina Schielke Kerstin Grötzinger Annegret Dietrich 44 s 04      | Finlande Manuela Bosco Katja Salivaara Johanna Manninen Heidi Hannula 44 s 40       | France Fanny Gérance Adrianna Lamalle Gwladys Belliard Nadia Raymond 44 s 69            |
| 4 × 400 m                          | Russie Yana Vetcherkevitch Olga Golendukhina Natalya Lavshuk Olesya Zykina 3 min 34 s 06 | Allemagne Claudia Hempel Daniela Mark Claudia Hoffmann Karoline Hagen 3 min 34 s 84 | Pologne Justyna Karolkiewicz Aneta Lemiesz Ilona Szymerska Zaneta Tomczyk 3 min 35 s 24 |
| Saut en hauteur                    | Viktoriya Slivka 1,90 m                                                                  | Christelle Préau 1,88 m                                                             | Marina Kuptsova 1,88 m                                                                  |
| Saut à la perche                   | Yvonne Buschbaum 4,25 m                                                                  | Annika Becker 4,20 m                                                                | Amandine Homo 4,15 m                                                                    |
| Saut en longueur                   | Maria Chiara Baccini 6,39 m                                                              | Concepción Montaner 6,39 m                                                          | Silvia Favre 6,25 m                                                                     |
| Triple saut                        | Mariana Bogăţie 13,57 m                                                                  | Marina Salomon 13,39 m                                                              | Anna Pyatykh 13,36 m                                                                    |
| Lancer du poids                    | Nadezhda Ostapchuk 18,20 m                                                               | Oksana Gromova 16,31 m                                                              | Bianca Grosser 16,24 m                                                                  |
| Lancer de disque                   | Wioletta Potępa 53,93 m                                                                  | Adina Mocanu 53,89 m                                                                | Ilona Rutjes 53,19 m                                                                    |
| Lancer du marteau                  | Bianca Achilles 66,81 m                                                                  | Sini Pöyry 63,60 m (NJR)                                                            | Merja Korpela 59,51 m                                                                   |
| Lancer du javelot                  | Nikolett Szabó 61,52 m                                                                   | Carolin Soboll 56,86 m                                                              | Xénia Frajka 54,29 m                                                                    |
| Heptathlon                         | Maren Freisen 5 909 pts                                                                  | Michaela Hejnová 5 786 pts                                                          | Antonia Schulze-Borges 5 543 pts                                                        |

## Tableau des médailles[1]
- Pays hôte

| Rang  | Nation         | Or | Argent | Bronze | Total |
| ----- | -------------- | -- | ------ | ------ | ----- |
| 1     | Allemagne      | 10 | 3      | 7      | 20    |
| 2     | Russie         | 7  | 3      | 4      | 14    |
| 3     | France         | 5  | 4      | 4      | 13    |
| 4     | Finlande       | 2  | 5      | 3      | 10    |
| 4     | Royaume-Uni    | 2  | 5      | 3      | 10    |
| 4     | Pologne        | 2  | 5      | 3      | 10    |
| 7     | Turquie        | 2  | 2      | 1      | 5     |
| 8     | Italie         | 2  | 1      | 4      | 7     |
| 9     | Pays-Bas       | 2  | 0      | 3      | 5     |
| 10    | Lettonie       | 2  | 0      | 0      | 2     |
| 11    | Roumanie       | 1  | 5      | 1      | 7     |
| 12    | Biélorussie    | 1  | 1      | 2      | 4     |
| 13    | Espagne        | 1  | 1      | 1      | 3     |
| 14=   | Belgique       | 1  | 1      | 0      | 2     |
| 14=   | Tchéquie       | 1  | 1      | 0      | 2     |
| 14=   | Suède          | 1  | 1      | 0      | 2     |
| 17    | Hongrie        | 1  | 0      | 2      | 3     |
| 18    | Lituanie       | 1  | 0      | 0      | 1     |
| 19    | Ukraine        | 0  | 3      | 1      | 4     |
| 20    | Bulgarie       | 0  | 1      | 0      | 1     |
| 21    | Autriche       | 0  | 0      | 1      | 1     |
| 21    | Grèce          | 0  | 0      | 1      | 1     |
| 21    | Irlande        | 0  | 0      | 1      | 1     |
| 21    | RF Yougoslavie | 0  | 0      | 1      | 1     |
| Total | Total          | 44 | 42     | 43     | 129   |